# آلینگسس
شهر آلینگسس (به سوئدی: Alingsås) در ناحیه شهری آلینگسس در کشور سوئد واقع شده‌است. جمعیت این شهر ۱۹۶۲٫۰۴  نفر است.